# R.V.L. v2.0
R.V.L. v2.0 – dziesiąty album studyjny polskiego rapera Karramby, będący reedycją albumu Rock Vatos Locos z 2005 roku. Został wydany 24 marca 2015 roku nakładem wytwórni muzycznej Gold Trade Music. Album wzbogacony jest o zremasterowane utwory z oryginalnej wersji albumu oraz jeden nowy utwór.

## Lista utworów
Opracowano na podstawie materiału źródłowego.
1. „Po pierwsze (v2.0 Edit)” – 4:46
2. „W imię zasad (v2.0 Edit)” – 6:51
3. „Pocałuj mnie w dupę (v2.0 Edit)” – 5:58
4. „NY płonie (v2.0 Edit)” – 5:28
5. „Mój własny raj (v2.0 Edit)” – 5:37
6. „Dzieci gorszego Boga (v2.0)” – 5:44
7. „V (v2.0 Edit)” – 6:22
8. „Dziewczyna w koronie cierniowej (v2.0 Edit)” – 4:53
9. „Ile kosztujesz? (v2.0 Edit)” – 6:08
10. „Isabell (v2.0 Edit)” – 4:22